# Spiradiclis rubescens
Spiradiclis rubescens är en måreväxtart som beskrevs av Hsien Shui Lo. Spiradiclis rubescens ingår i släktet Spiradiclis och familjen måreväxter. Inga underarter finns listade i Catalogue of Life.